# Premi Visual Effects Society 2003
La seconda edizione dei premi Visual Effects Society si è tenuta il 18 febbraio 2004.

## Vincitori e candidati
Vengono di seguito indicati in grassetto i vincitori.

Ove ricorrente e disponibile, viene indicato il titolo in lingua italiana e quello in lingua originale tra parentesi. 

### Outstanding Visual Effects in an Effects Driven Motion Picture
- Jim Rygiel, Dean Wright, Joe Letteri e Randall William Cook - Il Signore degli Anelli - Il ritorno del re (The Lord of the Rings: The Return of the King)
- John Gaeta, Kim Libreri, George Murphy e Craig Hayes - Matrix Revolutions (The Matrix Revolutions)
- John Knoll, Hal Hickel, Charles Gibson e Jill Brooks - La maledizione della prima luna (Pirates of Caribbean: The Curse of the Black Pearl)

### Outstanding Supporting Visual Effects in a Motion Picture
- Jeffrey A. Okun, Thomas Boland, Bill Mesa e Ray McIntyre, Jr. - L'ultimo samurai (The Last Samurai)
- Carey Villegas, Robert Legato, David Taritero e Layne Friedman - Bad Boys II
- Stefen Fangmeier, Nathan McGuinness, Robert Stromberg e Brooke Breton - Master and Commander - Sfida ai confini del mare (Master and Commander: The Far Side of the World)

### Outstanding Visual Effects in a Television Miniseries, Movie, or Special
- Gary Hutzel, Kristen L. Branan, Emile E. Smith e Lee Stringer - Battlestar Galactica
- Sebastien Dostie, Claude Precourt, Claude Precourt e Isabelle Riva - Pianeta dei dinosauri
- Ernest Farino, Tim McHugh, Chris Q. Zapara e Glenn A. Campbell - I figli di Dune 'Primo episodio' (Frank Herbert's Children of Dune) ('Night 1')
- Sam Nicholson, Adam Ealovega, Joshua Hatton Tim Donahue - Helen of Troy - Il destino di un amore (Helen of Troy)

### Outstanding Visual Effects in a Television Series
- Loni Peristere, Patti Gannon, Ronald Thornton e Chris Zapara - Buffy l'ammazzavampiri episodio La prescelta (Buffy the Vampire Slayer) ('Chosen')
- David T. Altenau, Ariel V. Shaw, Thomas L. Bellissimo e Barbara J. Marshall - Carnivàle episodio Il dono ('Milfay')
- Sam Nicholson, Kyle J. Healey, Eric Grenaudier e Anthony Ocampo - E.R. - Medici in prima linea episodio Fratelli e sorelle ('E.R.) ('Brothers and sisters')
- Max Tyrie, Tim Greenwood, Darren Byford e Mike Milne - Nel mondo dei dinosauri episodi Episodi speciali

### Outstanding Visual Effects in a Commercial
- Murray Butler, William Bartlett, Jake Mengers e Helen Mackenzie - Johnnie Walker 'Fish'
- Eric Barba, Richard Morton, Walt Hyneman e Dave Stern - Nike 'Gamebreaker'
- Eric Barba, Greg Teegarden, Dave Stern e Jay Barton - Nike 'Speed Chain'

### Outstanding Visual Effects in a Music Video
- Jonathan Keeton, Aladino Debert, Andy McKenna e Scott Rader - Pass That Dutch' Missy Elliott
- Elad Offer - Hey Ya! OutKast

### Best Single Visual Effect of The Year in any Medium
- John Gaeta, Dan Glass, Adrian DeWet e Greg Juby - Matrix Reloaded 'incidente con il rimorchio'
- Dennis Muren, Scott Benza, Michael DiComo e Wilson Tang - Hulk
- Jim Rygiel, Dean Wright, Joe Letteri e Randall William Cook - Il Signore degli Anelli - Il ritorno del re (The Lord of the Rings: The Return of the King)

### Outstanding Character Animation in a Live Action Motion Picture
- Steven Hornby, Andy Serkis, Matthias Menz e Greg Butler - Il Signore degli Anelli - Il ritorno del re (The Lord of the Rings: The Return of the King)
- Scott Benza, Jamy Wheless, Kevin Martel e Aaron Ferguson - Hulk
- Susan Campbell, James Tooley, Geoff Campbell e Dugan Beach - La maledizione della prima luna (Pirates of Caribbean: The Curse of the Black Pearl)

### Outstanding Character Animation in an Animated Motion Picture
- Andrew Gordon e Brett Coderre - Alla ricerca di Nemo 'parlanda alla balena'
- Dave DeVan e Gini Santos - Alla ricerca di Nemo 'dentro la balena'

### Outstanding Special Effects in Service to Visual Effects in a Motion Picture
- Geoff Heron, Robert Clot, Jason Brackett e John McLeod - La maledizione della prima luna (Pirates of Caribbean: The Curse of the Black Pearl)
- Scott Harens, Chuck Schuman e Sven Harens - Il Signore degli Anelli - Il ritorno del re (The Lord of the Rings: The Return of the King)

### Outstanding Special Effects in Service to Visual Effects in a Televised Program, Music Video, or Commercial
- Thomas L. Bellissimo e Charles Belardinelli - Carnivàle episodio Il dono ('Milfay')
- Thomas L. Bellissimo - Carnivàle episodio Tempesta ('Black Blizzard') tempesta di polvere

### Outstanding Matte Painting in a Motion Picture
- Yanick Dusseault, Susumu Yukuhiro e Jonathan Harb - La maledizione della prima luna (Pirates of Caribbean: The Curse of the Black Pearl)
- Brett Northcutt e Joshua Ong - Hulk
- Yusei Uesugi, Giles Hancock - Peter Pan

### Outstanding Matte Painting in a Televised Program, Music Video, or Commercial
- Eli Jarra, Joseph Brattesani e Brian Bell - Smallville episodio Ostaggi ('Insurgence')
- Arnaud Brisebois, Philippe Roberge e Sean Samuels - Pianeta dei dinosauri
- Steven J. Rogers - NCIS - Unità anticrimine episodio Air Force One ('Yankee White')

### Outstanding Models and Miniatures in a Motion Picture
- Richard Taylor, Paul Van Ommen e Eric Saindon - Il Signore degli Anelli - Il ritorno del re (The Lord of the Rings: The Return of the King)
- Geoff Campbell, James Tooley, Steve Walton e Dugan Beach - La maledizione della prima luna (Pirates of Caribbean: The Curse of the Black Pearl) Capitan Hector Barbossa
- Charlie Bailey, Peter Bailey, Robert Edwards e Don Bies - La maledizione della prima luna (Pirates of Caribbean: The Curse of the Black Pearl) 'The Interceptor'

### Outstanding Models and Miniatures in a Televised Program, Music Video, or Commercial
- Anthony Ocampo - Helen of Troy - Il destino di un amore (Helen of Troy)
- Lee Stringer, Jose Perez, Gabriel Koerner e Mike Enriquez - Battlestar Galactica

### Outstanding Visual Effects Photography in a Motion Picture
- Kim Libreri, George Borshukov, Paul Ryan (artista effetrti speciali) e John Gaeta- Matrix Reloaded fotografia facciale 'U-Cap'
- Alex Funke ASC, Rob Kerr e Henk Prins - Il Signore degli Anelli - Il ritorno del re (The Lord of the Rings: The Return of the King)
- Carl Miller, Mike Conte e Tami Carter - La maledizione della prima luna (Pirates of Caribbean: The Curse of the Black Pearl)
- Pat Sweeney, Mike Bienstock, Grady Cofer e John Hansen - Terminator 3 - Le macchine ribelli (Terminator 3: Rise of the Machines)

### Outstanding Compositing in a Motion Picture
- Philip R. Brennan - Master and Commander - Sfida ai confini del mare (Master and Commander: The Far Side of the World) 'Tempesta'
- George Macri, Mike Hardison, Patrick Murphy e Dan Trezise - La leggenda degli uomini straordinari (The League of Extraordinary Gentlemen)
- Moritz Glaesle, Mark Lewis e Kara Vandeleur - Il Signore degli Anelli - Il ritorno del re (The Lord of the Rings: The Return of the King)

### Outstanding Compositing in a Televised Program, Music Video, or Commercial
- Eli Jarra, Ivan DeWolf e Brian Harding - Smallville episodio Clonata per amore ('Accelerate')
- Stefano Trivelli - Angels in America
- Patti Gannon, Chris Jones,[1] Sean Apple e Jarrod Davis - Battlestar Galactica (miniserie televisiva)!

### Outstanding Performance by a Male or Female Actor in an Effects Film
- Sean Astin - Il Signore degli Anelli - Il ritorno del re (The Lord of the Rings: The Return of the King)
- Ludivine Sagnier - Peter Pan
- Keira Knightley - La maledizione della prima luna (Pirates of Caribbean: The Curse of the Black Pearl)